# 厚木市立相川中学校
厚木市立相川中学校（あつぎしりつ あいかわちゅうがっこう）は、神奈川県厚木市酒井に所在する公立の中学校。

## 沿革
- 1995年 - 開校
- 2015年 - エコ・スクール（グリーンフラッグ）認証取得[1]

## 通学区域
- 厚木市
  - 相川小学校区（一部は東名中へ）
  - 戸田小学校区

## 交通
本厚木駅南口バス停より神奈中バス利用。「愛坪」バス停下車

## 部活動
- 芸術部
- 吹奏楽部
- 陸上部
- 野球部
- 女子バドミントン部
- 男子バスケットボール部
- 女子バスケットボール部
- サッカー部

（2023年5月時点）